# Liste von Persönlichkeiten der Stadt Sokolov

Wappen der Stadt Sokolov (deutsch Falkenau an der Eger)

Die Liste der Persönlichkeiten der Stadt Sokolov in Tschechien enthält Personen, die in der Geschichte der Stadt Sokolov (bis 1948 Falknov nad Ohří, deutsch Falkenau an der Eger) eine bedeutende Rolle gespielt haben. Es handelt sich dabei um Persönlichkeiten, die hier geboren sind oder hier gewirkt haben.

## Söhne und Töchter der Stadt
Die folgenden Personen sind in Falkenau geboren. Ob sie ihren späteren Wirkungskreis in Falkenau hatten oder nicht, ist dabei unerheblich.

### Persönlichkeiten der Frühen Neuzeit

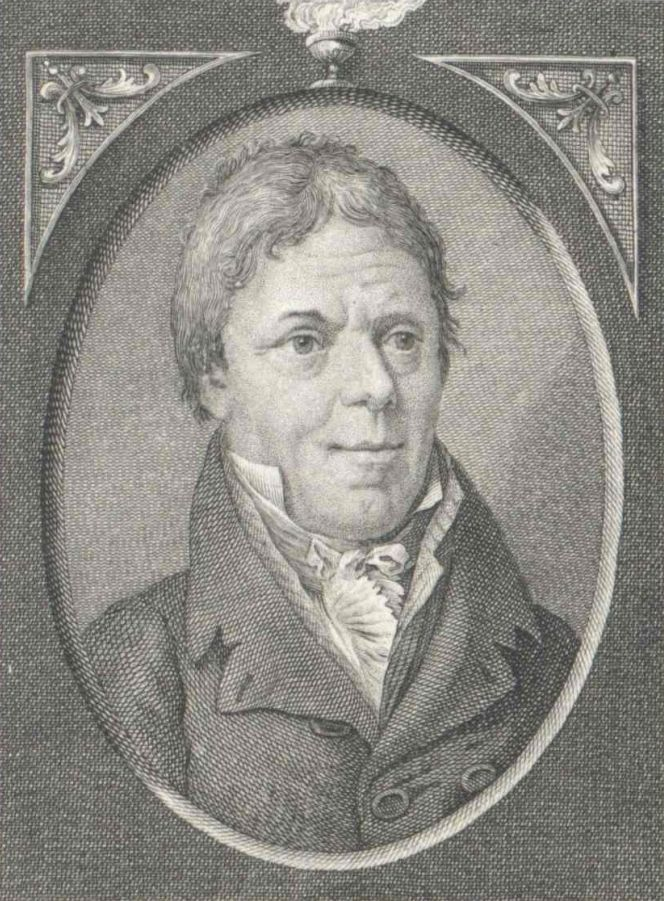
Ignaz Liebel (1814)

- Benjamin Starck (1554–1634), evangelisch-lutherischer Theologe, Pastor und Superintendent in Mühlhausen
- Adam Zephelius (1586–1642), evangelisch-lutherischer Theologe, Pastor
- Sylvester Kundmann (1597–1676), Leibarzt des Kurfürsten Johann Georg I. von Sachsen
- Wolfgang Wildfeuer (1611–1674), Hauptmann der Herrschaft Falkenau und Littmitz
- Michael Franz Kanhäuser (1634–1701), Orgelbauer
- Johann Gottfried Riedel (1690–1755), Hofmaler, Restaurator, Galerieinspektor in Dresden
- Ignaz Liebel (1754–1820), Philologe, Schriftsteller und Professor in Wien
- Franz Böhm von Blumenheim (1766–nach 1827), Grenadierhauptmann der K.u.k. Armee und Major, der aufgrund seines außergewöhnlichen Mutes und Einsatzes 1816 geadelt wurde.
- Anton Fürnstein (1783–1841), Naturdichter, dessen Gedichte erweckten die Aufmerksamkeit Johann Wolfgang von Goethes
- Karl Joseph Heidler von Heilborn (1792–1866), Badearzt und Förderer Marienbads und Verfasser von 25 medizinischen Fachbüchern

### Persönlichkeiten des 19. Jahrhunderts
- Karl Heidler von Egeregg (1809–1887), Professor für Medizin an der Josefs-Akademie in Wien, organisierte als Generalstabsarzt das österreichische Militär-Sanitätswesen
- August Schram (1843–1891), Chemieunternehmer und Gründer der Firma „A. Schram“ in Prag, Ehrenbürger der Stadt
- Adolf Schram (1848–1927),  Chemieunternehmer, Besitzer der Firma „A. Schram“ in Prag und Verbandsfunktionär, Ehrenbürger der Stadt
- Heinrich Rietsch (1860–1927), Musikwissenschaftler und Komponist in Prag
- Simon Starck (1865–1939), österreichischer Politiker ohne Klubzugehörigkeit
- Ernst Hammer (1884–1957), Generalleutnant im Zweiten Weltkrieg
- Richard Noltsch (1888–1962), Landrat
- Toni Schönecker (1893–1979), Bildender Künstler
- Franz Heidler (1898–1980), Heimatforscher und Schriftsteller sowie Volksliedsänger und -sammler

### Persönlichkeiten des 20. Jahrhunderts

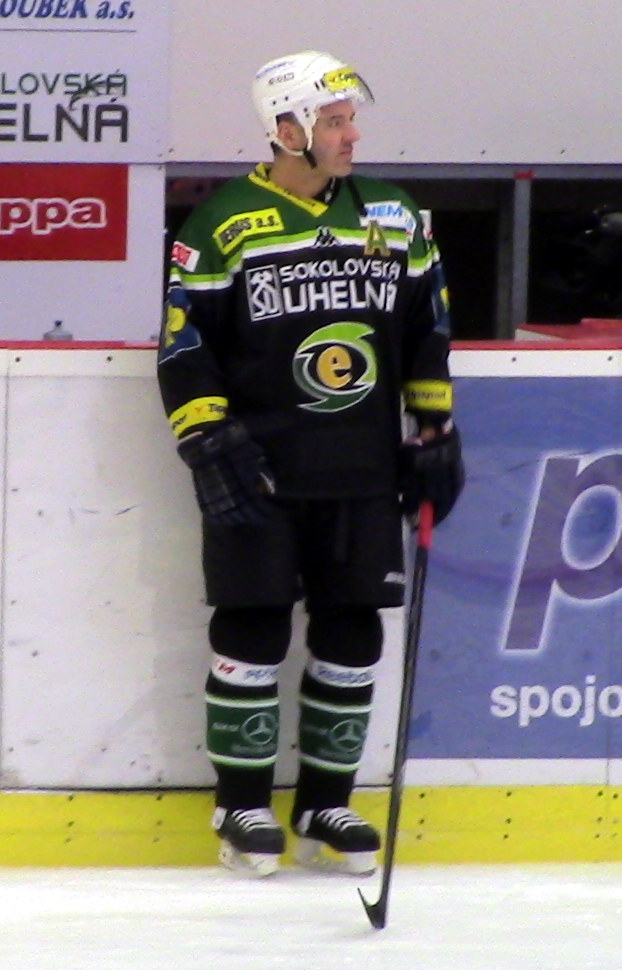
David Hruška (2015)

- Rudolf Kühnl (1902–1975), Architekt, Regierungsbaurat a. D., Dozent an der Kunsthochschule Hamburg
- Gisbert Rittig (1904–1984), Ökonom, lehrte an der Georg-August-Universität Göttingen und gilt als wichtiger Gemeinwirtschaftstheoretiker der Bundesrepublik Deutschland
- Alfred Rotsch (1906–1969), deutscher Chemiker und Getreideforscher
- Ronald Richter (1909–1991), österreichischer Physiker
- Erich Auerbach (1911–1977), Fotograf der tschechischen Exilregierung in London, nach 1945 Fotograf von englischen Künstlern und Musikern
- Bernhard Bachmann (1939–2018), Historiker, Autor und Redakteur
- Adolf Wagner (* 1939), deutscher Wirtschaftswissenschaftler
- Friedrich Eigler (1940–2025), Gymnasial- und Hochschullehrer, dessen Forschungsschwerpunkt die historische Geographie Bayerns ist
- Baldwin Zettl (* 1943), Grafiker, Kupferstecher und Buchillustrator, lebt und arbeitet in Freiberg (Sachsen)
- Štefan Füle (* 1962), Diplomat, ehemaliger parteiloser Minister für europäische Angelegenheiten, von 2010 bis 2014 Mitglied der Europäischen Kommission Barroso II.
- Dalibor Gondík (* 1970), Moderator, Entertainer, Schauspieler, Synchronsprecher und Musiker.
- Libor Wälzer (* 1975), Gewichtheber
- Lenka Dienstbach-Wech (* 1976), Riemenruderin
- David Hruška (* 1977), Eishockeyspieler
- Jan Kaňka (* 1977), Komponist, Posaunist und Musikpädagoge
- Aleš Cibulka (* 1977), Fernseh- und Radiomoderator und Publizist

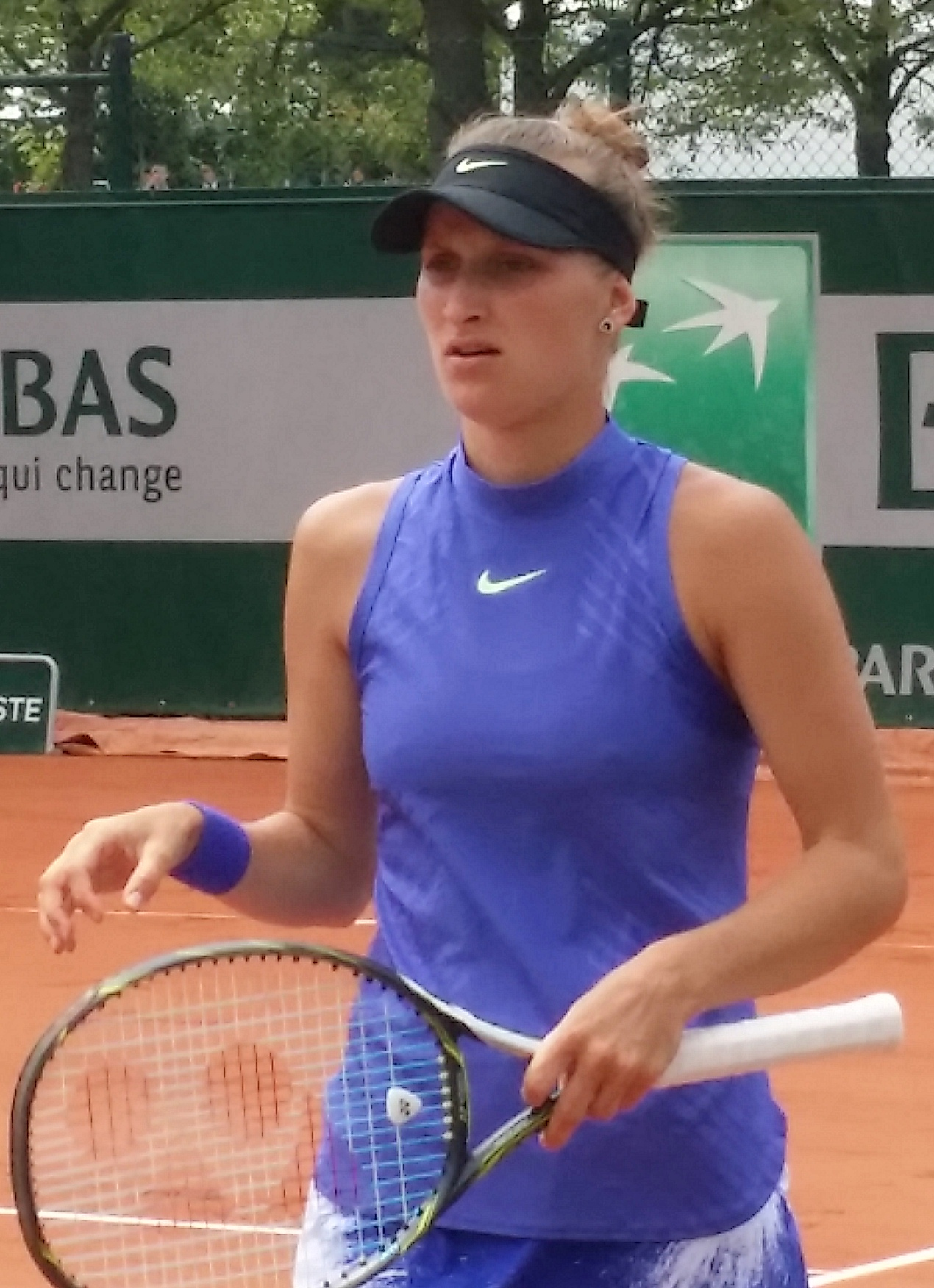
Markéta Vondroušová (2017)

- František Dřížďal (* 1978), Fußballspieler

- Monika Michalko (* 1982), Malerin
- Lukáš Mensator (* 1984), Eishockeyspieler
- Petr Jiráček (* 1986), Fußballspieler
- Vladimír Darida (* 1990), Fußballspieler
- Salim Javaid (* 1991), Jazzmusiker
- Markéta Vondroušová (* 1999), Tennisspielerin
- Ondřej Štursa (* 2000), Fußballspieler

## Personen, die mit der Stadt in Verbindung stehen

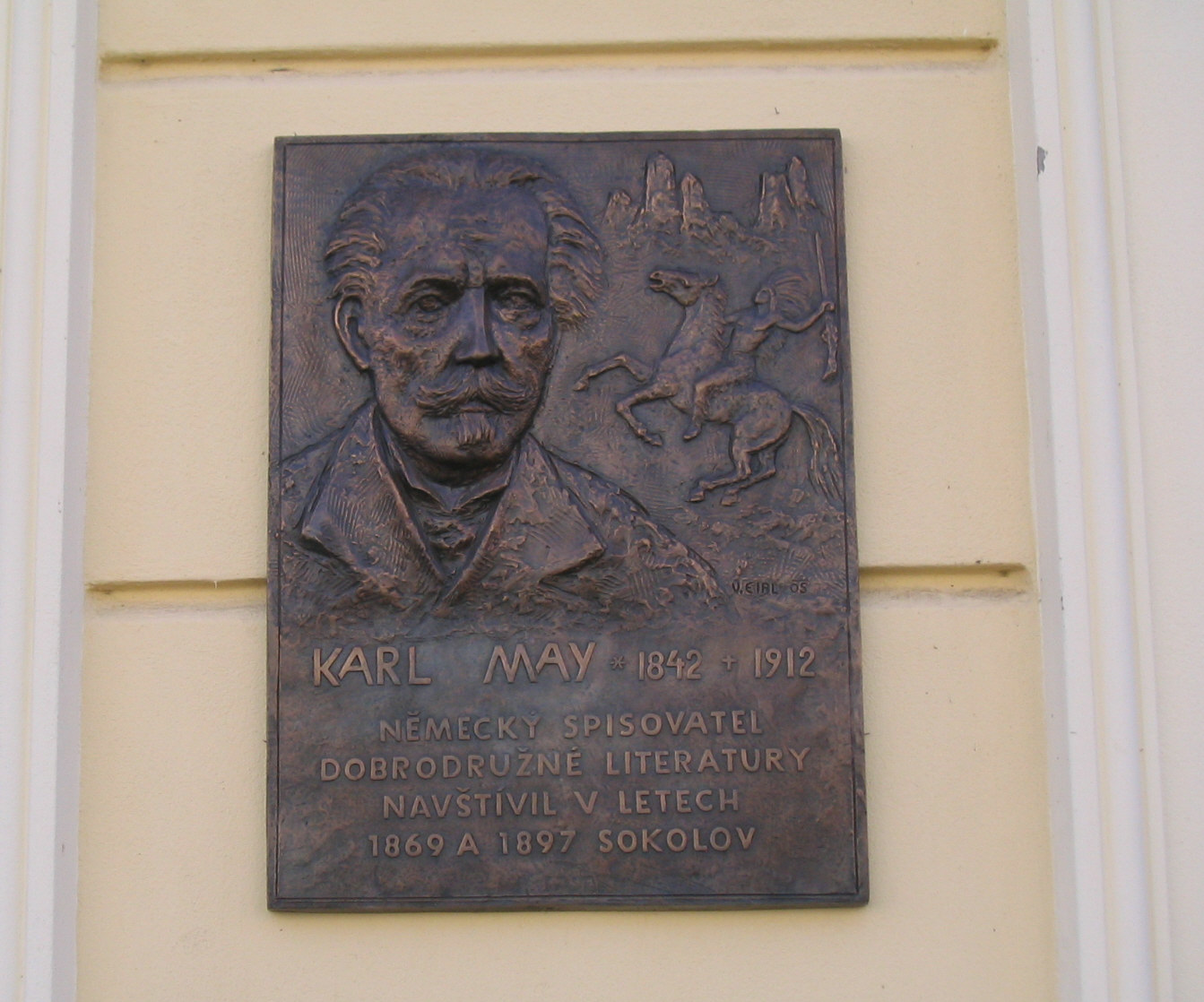
Zum Gedenken an die Besuche von Karl May in Falkenau

- Sebastian Starck (1528–1586), erster bekannter evangelisch-lutherischer Pfarrer in Falkenau 1550–1555
- Johann Habermann (1516–1590), Pfarrer in Falkenau
- Johann Albin Schlick, Graf zu Passaun und Weißkirchen, Herr auf Falkenau und Duppau (1579–1640), Vertreter der böhmischen Stände, letzter protestantischer Besitzer der Herrschaft Falkenau
- Johann Hartwig von Nostitz-Rieneck (1610–1683), Herr von Falkenau, oberster Kanzler Böhmens, Geheimrat
- Karl May (1842–1912), deutscher Schriftsteller, zur Erinnerung an seinen Besuch wurde eine Gedenktafel angebracht
- Franziskus von Paula Schönborn (1844–1899), Kardinal und Erzbischof von Prag, starb hier
- Karl Frengl (1860–1919), Jurist und Politiker, arbeitete als Rechtsanwalt in Falkenau
- Rudolf Wels (1882–1944), Architekt des örtlichen Bergarbeiterheimes
- Robert Lindenbaum (1898–1979), Schriftsteller, von 1935 bis 1945 kaufmännischer Leiter einer der größten Kohlen-Bergbau-Gesellschaften des Egerlands in Falkenau
- Otto Liebl (1903–1969), NSDAP-Kreisleiter in Falkenau
- Hans-Christoph Seebohm (1903–1967), Bundesverkehrsminister, verbrachte bis 1945 viele Jahre in Falkenau, wo seine Eltern lebten
- Ekkehard Geib (1909–1999), Verwaltungsjurist, Landrat und Staatssekretär des Landes Schleswig-Holstein, war in der NS-Zeit Landrat in Falkenau
- Samuel Fuller (1912–1997), US-amerikanischer Schauspieler, Drehbuchautor und Regisseur, drehte hier mit einer 16-mm-Kamera seinen ersten Film, dessen Material in Emil Weiss’ Dokumentation Falkenau: The Impossible (über die Vorgänge im KZ Falkenau während der Befreiung 1945 durch die Amerikaner) verarbeitet wurde
- Ernst Mosch (1925–1999), Blasmusikkomponist und Kapellmeister der Original Egerländer Musikanten